# Bobby Mitchell
Robert Cornelius Mitchell (Hot Springs, Arkansas, 6 de junio de 1935 - 5 de abril de 2020), más conocido como Bobby Mitchell, fue un jugador profesional estadounidense de fútbol americano que se desempeñó en la posición de halfback y wide receiver en la National Football League (NFL). Es miembro del Salón de la Fama del Fútbol Americano Profesional.

## Carrera
Mitchell jugó como profesional cuatro temporadas en Cleveland Browns (1958-1961), después pasó a Washington Commanders, donde jugó siete temporadas (1962-1968), y fue el equipo en el que se retiró.

## Reconocimiento
El 30 de julio de 1983, ingresó como miembro al Salón de la Fama del Fútbol Americano Profesional.